# Alleanza delle Cooperative Italiane
L'Alleanza delle Cooperative Italiane è il coordinamento nazionale costituito, il 27 gennaio 2011, dalle tre maggiori associazioni del mondo cooperativo italiano (AGCI, Confcooperative, Legacoop), di cui rappresentano in aggregato oltre il 90%.
La presidenza dell'associazione è costituita da un Presidente e due Co-Presidenti, in rappresentanza delle tre organizzazioni fondatrici.